# 巴西利亚电影节

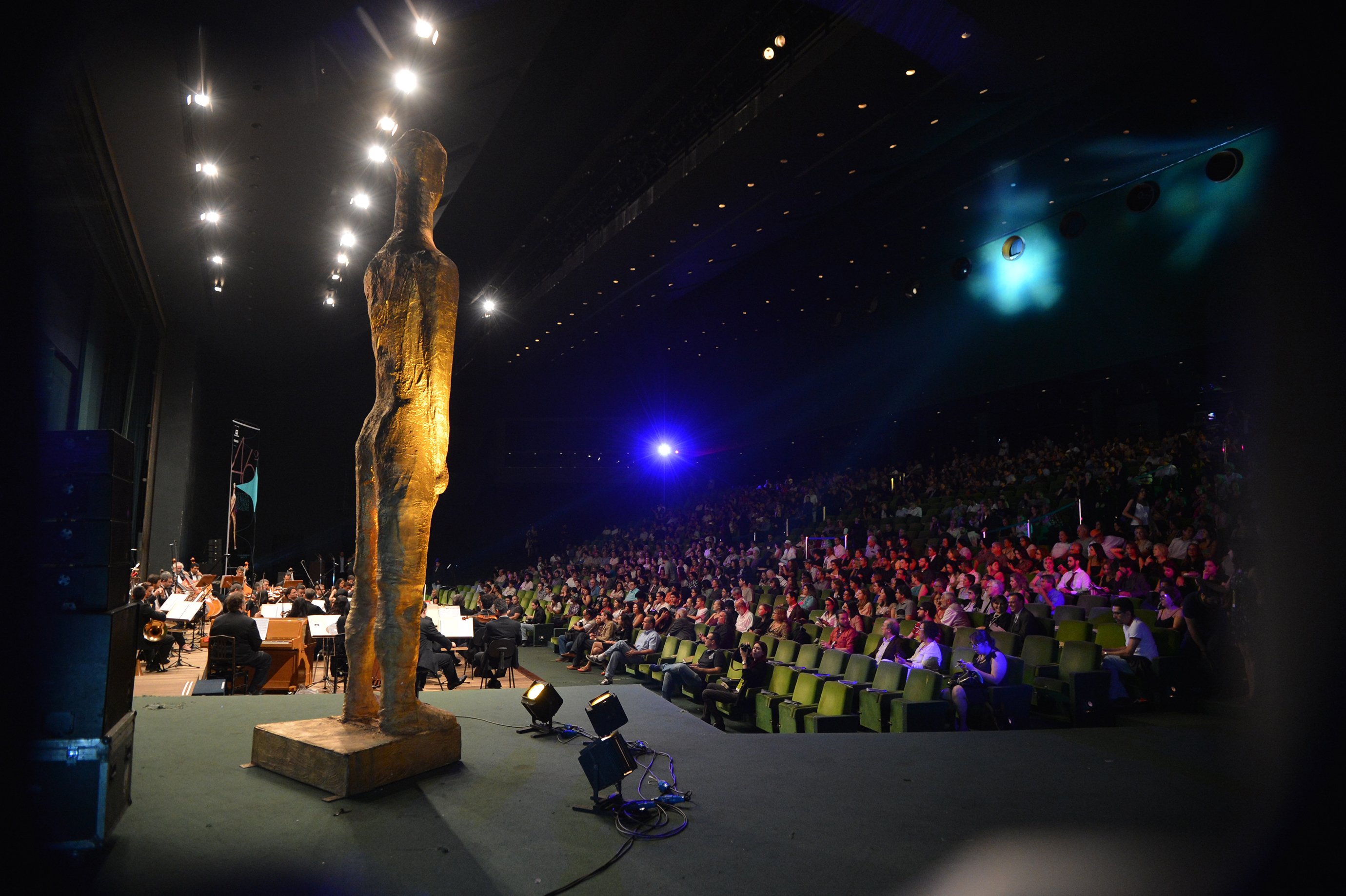
巴西利亚电影节颁奖仪式。

巴西利亚电影节（葡萄牙語：Festival de Brasília）是从1965年以来由巴西巴西利亚联邦区政府举办的电影节。该电影节的奖项只颁发给巴西电影。得奖者将得到奖杯、纪念证书、奖章、以及现金奖励。

## 参加
- 巴西利亚国际电影节[1][2]